# Starobilsk
Starobilsk (en ucraniano: Старобільськ; en ruso: Старобельск, romanizado: Starobelsk) es una ciudad ucraniana perteneciente al óblast de Lugansk. Situada en el este del país, sirve como centro administrativo del raión de Starobilsk y centro del municipio (hromada) homónimo.
La ciudad se encuentra ocupada por Rusia desde el 2 de marzo de 2022, siendo administrada como parte de la de facto República Popular de Lugansk.

## Geografía
Starobilsk está situada a orillas del río Aidar, 85 kilómetros al noroeste de Lugansk. La presa, que regula el nivel del agua en el río Aidar, se puso en funcionamiento en 1983.

## Historia

### Orígenes
Presumiblemente, Starobilsk remonta su herencia al asentamiento de Bielska Slobodá, que originalmente podría haber recibido el nombre de okólnichi Bogdan Belski de la familia Litvin Bielski (con orígenes lituanos), quien en ese momento era súbdito del Gran Ducado de Moscú.
Bielski llegó a las orillas del río Donets para construir una fortaleza en las fronteras del sur Tsare-Borisov (después del zar moscovita Borís Godunov) que se erigió no muy lejos en 1598-1600. En 1602, Godunov sospechó de Belski y ordenó que lo arrestaran, lo despojaran de sus bienes y lo exiliaran a Siberia. Después de la muerte de Godunov, Belski recibió amnistía en 1605 debido a que su hermana, siendo esposa del difunto Boris Godunov, María Skuratova-Belskaya, se convirtió en regente. Belski fue enviado como voivoda a Kazán, donde en 1611 fue asesinado por una turba después de negarse a jurar lealtad al Dimitri II el Falso. La slobodá fue abandonada gradualmente, mientras que la fortaleza fue destruida en 1612 en una de las incursiones tártaras.
En 1686, el asentamiento fue repoblado por militares del regimiento de cosacos del slobodá de Ostrogozhsk, que originalmente procedían de las regiones de Poltava y Cherniguiv, y nombraron su asentamiento en honor al pueblo de Bilsk.
Al ser siervos fugitivos, el gobierno zarista les permitió establecerse en la frontera militar con el kanato de Crimea para llevar a cabo funciones de guardia fronteriza. Después de que el lugar se poblara también con siervos de las regiones centrales de la Rusia actual, el gobierno zarista tomó medidas para encontrar y devolver a esos fugitivos. En 1701, el Prikaz decidió realizar un censo de población en los nuevos asentamientos a lo largo del río Aidar y Donets, pero la mayoría de la población evitó el censo. Tratando de satisfacer las demandas de los terratenientes rusos que recurrieron repetidamente al zar con quejas y solicitudes para devolver a los fugitivos, el 6 de julio de 1707 Pedro I de Rusia emitió un edicto sobre la búsqueda de "recién llegados de Rus de todo tipo de personas". Al Don se envió un destacamento punitivo bajo el mando del coronel Príncipe Yuri Dolgoruki, que se le encargó buscar a los fugitivos y "llevarlos a los terratenientes de los que huyeron". Esa acción condujo a la conocida rebelión de Bulavin, por la que las tropas zaristas finalmente quemaron el asentamiento hasta los cimientos.
En 1732, el asentamiento fue repoblado nuevamente por campesinos de los alrededores de Ostrogozhsk convirtiéndolo en un slobodá de nombre Stara-Bila. Entre los primeros de sus nuevos residentes se encontraban nuevamente militares del Regimiento Ostrogozhsk dirigido por el sótnik I. Senelnikov. En 1782, Staro-Bila fue asignada a la fábrica de caballos Derkul del distrito de Bilovodsk, en la gobernación de Vorónezh. Por el edicto zarista (ucase) del 1 de mayo de 1797, la slobodá de Staro-Bila pasó a llamarse Starobelsk y se convirtió en el centro administrativo del uyezd de Starobelsk en la gobernación de Járkov del Imperio ruso.

### Edad Contemporánea
Fundado el 12 de octubre de 1851, el monasterio de Starobilsk se convirtió en un centro espiritual para la región.
La ciudad fue ocupada por las tropas austriacas durante el avance de las Potencias Centrales a través de Ucrania en la primavera de 1918, pero pronto se convirtió en un centro de actividad para los anarquistas del Ejército Revolucionario Insurreccional de Ucrania. Una fotografía en el Museo Regional de la Ciudad muestra al líder anarquista Néstor Majnó dirigiéndose a la gente de Starobilsk desde un balcón en la plaza principal en 1919. Después de la revolución de Octubre, el convento fue restringido y, en abril de 1924, fue clausurado. 
Durante la Segunda Guerra Mundial, el antiguo convento fue el sitio de un campo de prisioneros soviético para prisioneros de guerra polacos, especialmente oficiales (48 de ellos murieron en el campo y fueron enterrados en el cementerio de Chmirov). Una placa en la pared exterior del convento declara que 4.000 prisioneros polacos fueron confinados dentro del convento y finalmente ejecutados en 1940. Estos oficiales fueron ejecutados al mismo tiempo que la masacre de Katyn, pero en el edificio del NKVD en Járkov y más tarde enterrados en el bosque de Piatijatki. La Wehrmacht alemana ingresó a Starobilsk a fines de 1942 y la evacuó nueve meses después, destruyendo gran parte de la ciudad pero sin dinamitar la fábrica de leche. Los alemanes operaron una prisión nazi en la ciudad. Starobilsk fue liberada por las fuerzas de ocupación alemanas el 23 de enero de 1943, convirtiéndola en la primera ciudad de la RSS de Ucrania en ser recapturada por el Ejército Rojo.
El monasterio permaneció vacío hasta 1992, cuando el estado lo devolvió a la iglesia ortodoxa; fue reconsagrado e inaugurado en 1995.

### SigloXXI
Durante la primera fase de la guerra del Dombás, los separatistas prorrusos tomaron muchos lugares en el óblast de Lugansk; sin embargo, Starobilsk permaneció bajo control ucraniano. La bandera de la República Popular de Lugansk se izó sobre el Hotel Aidar el 17 de junio de 2014, pero se retiró rápidamente. El batallón Aidar tiene sus cuarteles generales aquí.  La ciudad tuvo presencia militar durante dos años a partir de entonces, tiempo durante el cual la estatua de Lenin en el parque de la ciudad de Starobilsk fue derribada por un tanque. En 2016, la calle Lenin pasó a llamarse Calle del Monasterio como lo había sido antes de la revolución bolchevique.
El 24 de febrero de 2022, al comienzo de la invasión rusa de Ucrania, las fuerzas rusas comenzaron un asalto a Starobilsk, que constaba de un número no especificado de tanques, BMPs e infantería. El 6 de marzo de 2022, un mayor número de habitantes de Starobilsk se reunieron y derribaron la bandera de la República Popular de Lugansk, la quemaron y cantaron el himno nacional ucraniano. Las fuerzas prorrusas dispersaron la reunión pro-ucraniana con tiros al aire.
A principios de septiembre de 2022, Ucrania lanzó una gran contraofensiva en la región. El 13 de septiembre, el gobernador ucraniano del óblast de Lugansk, Serhiy Haidai, declaró que las fuerzas rusas habían huido de Starobilsk y agregó que la ciudad estaba "prácticamente vacía".

## Demografía
La evolución de la población de Starobilsk entre 1897 y 2022 fue la siguiente:
| 9801                                                          | 6149 | 13 931 | 14 419 | 19 519 | 22 341 | 23 851 | 25 053 | 22 371 | 18 796 | 18 297 | 17 453 | 15 947 |
| (Fuente: Cities & Towns of Ukraine y UKRAINE: Größere Städte) |      |        |        |        |        |        |        |        |        |        |        |        |

Según el censo de 2001, la lengua materna de la mayoría de los habitantes, el 60,84%, es el ucraniano; del 38,68% es el ruso.

## Infraestructura

### Arquitectura, monumentos y lugares de interés
El principal atractivo de la ciudad es el monasterio de Starobilsk del siglo XIX. Otro monumentos religioso de importancia es la catedral de San Nicolás de Starobilsk, del mismo siglo que el monasterio.
La ciudad también tiene una casa de la cultura y hay un museo de historia local en la ciudad, desde 2015 tiene el estatus de museo regional.

### Educación
Aquí se encuentra la Universidad de Lugansk nombrada en honor a Taras Shevchenko, evacuada a Starobilsk en septiembre de 2014 desde la Lugansk ocupada). Tanto la biblioteca de la Universidad de Lugansk como la Biblioteca Científica Universal Regional de Lugansk están funcionando actualmente en la ciudad.

## Personas ilustres
- Gueorgui Languemak (1898-1938): diseñador de cohetes soviético de origen suizo-alemán que intervino en el desarrollo de los lanzacohetes Katiusha.
- Dmitri Poliakov (1921-1988): general y alto oficial del GRU soviético, que fue un prominente espía durante la Guerra Fría.
- Eduard Múdrik (1939-2017): futbolista ruso y soviético que desarrolló toda su carrera deportiva en el FC Dinamo Moscú y fue internacional por la Unión Soviética.
- Viacheslav Skomorojov (1940-1994): atleta soviético especializado en la prueba de 400 m vallas, en la que consiguió ser campeón europeo en 1969.
- Serhiy Zhadan (1974): novelista, ensayista y traductor ucraniano.

## Galería

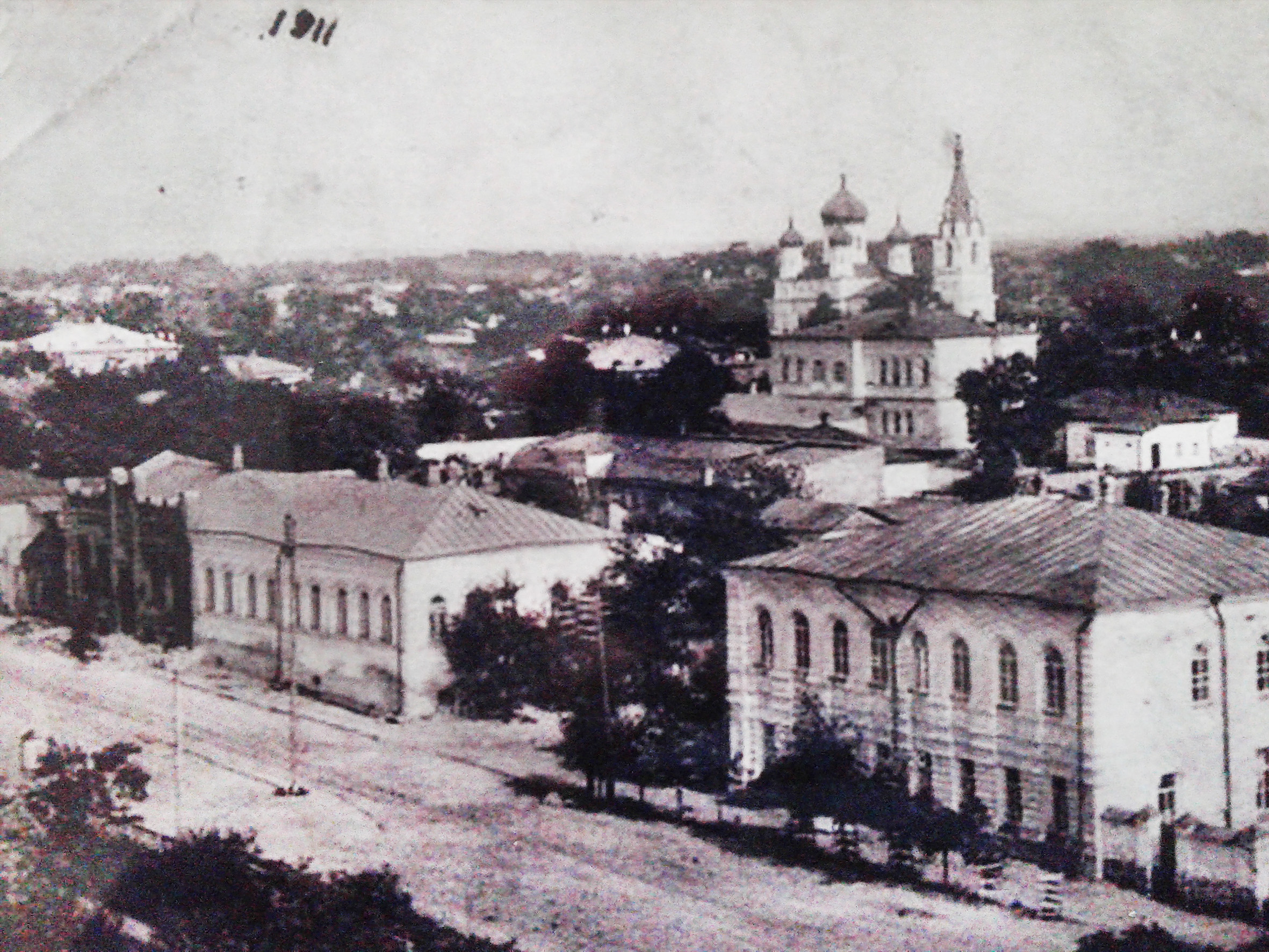
Starobilsk en 1911
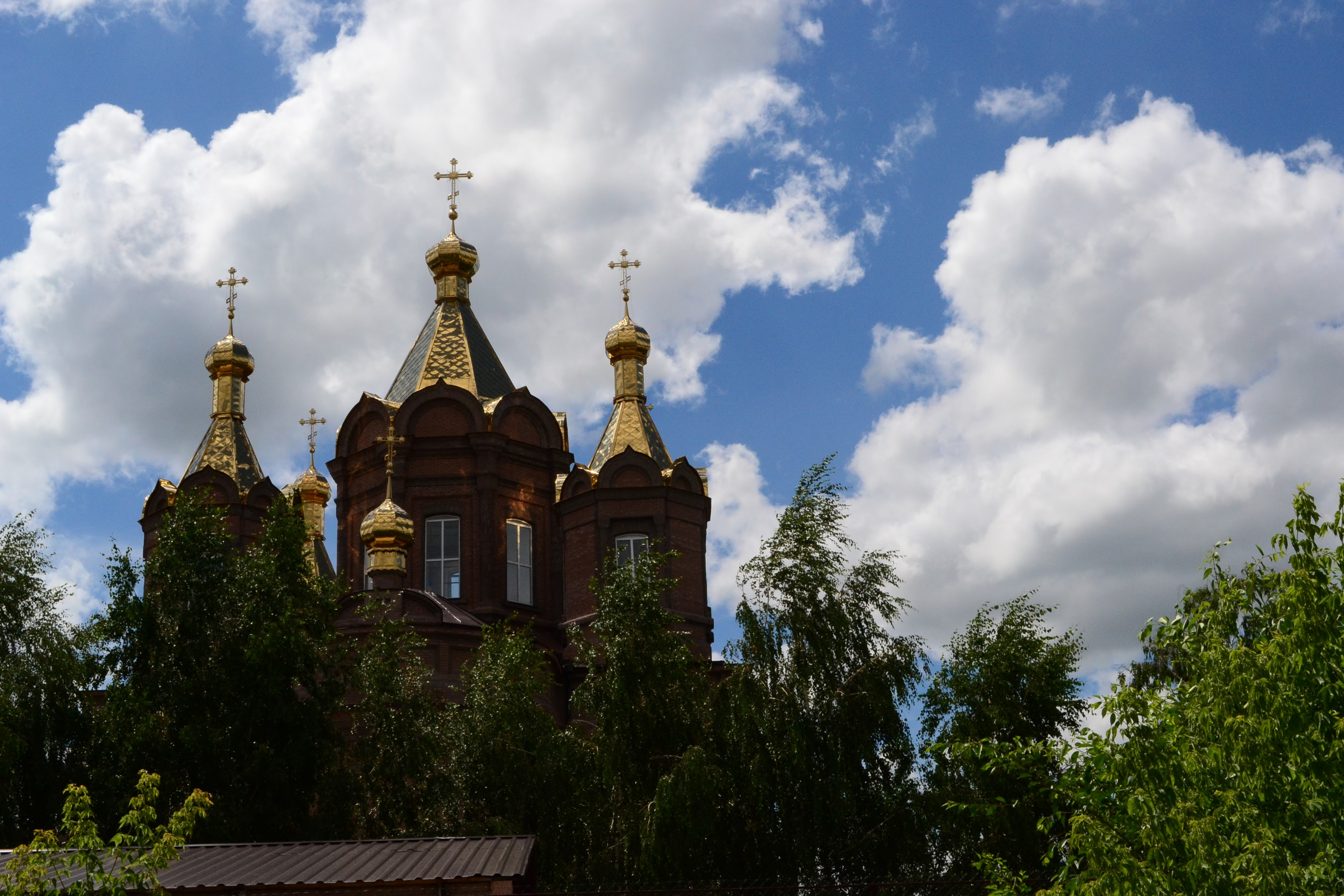
Monasterio de Starobilsk
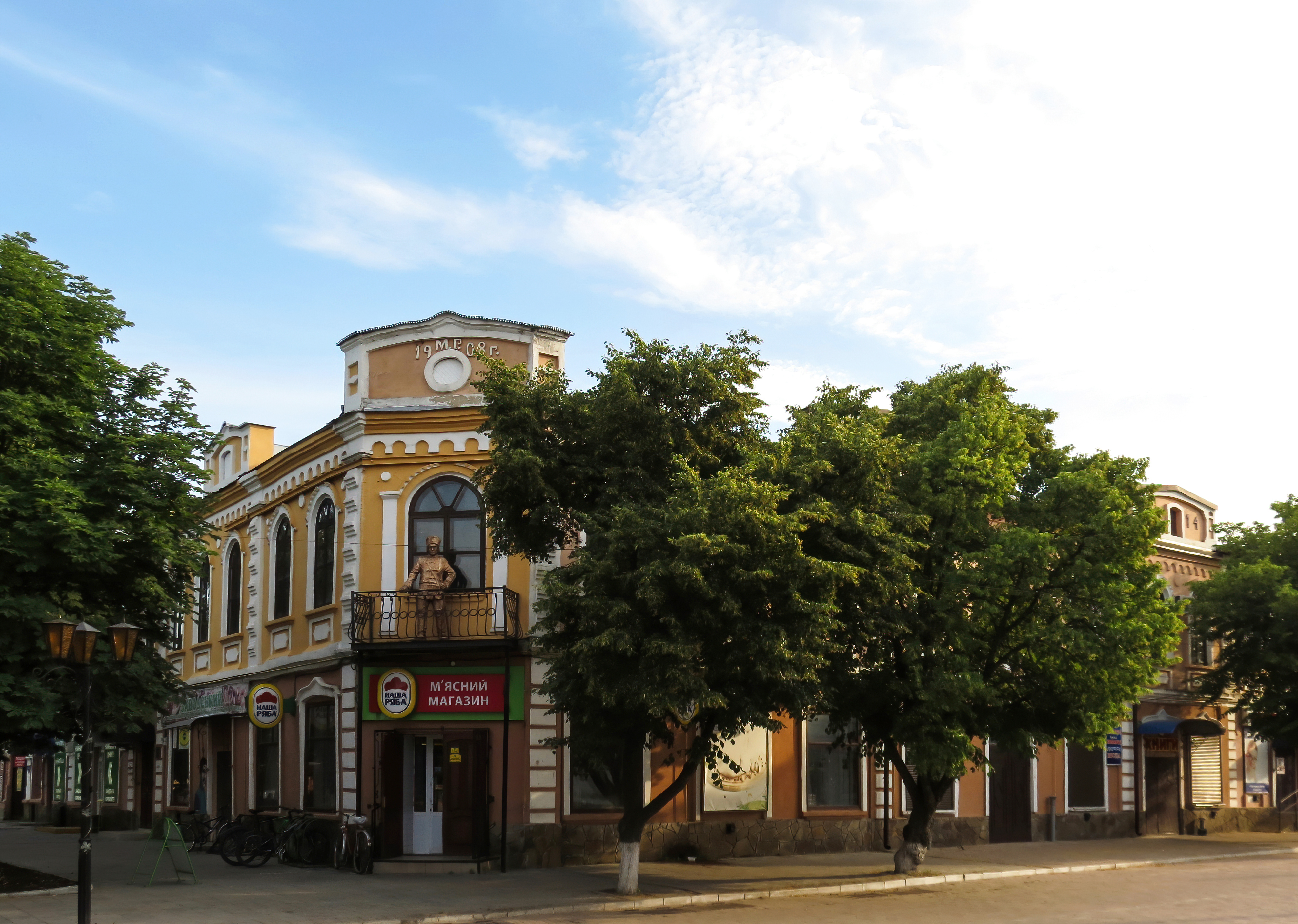
Arquitectura histórica en el centro de la ciudad
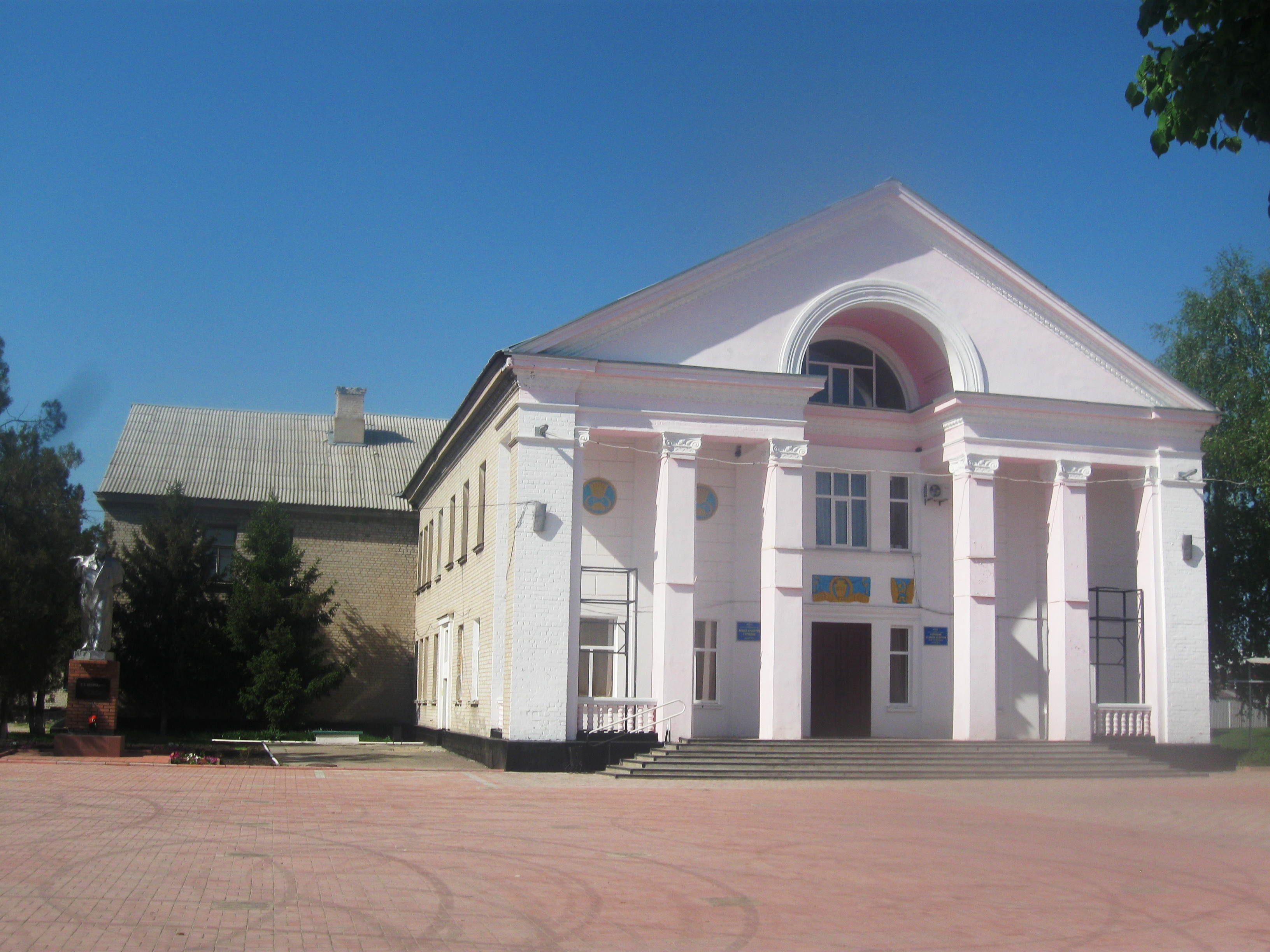
Casa de la cultura de Starobilsk
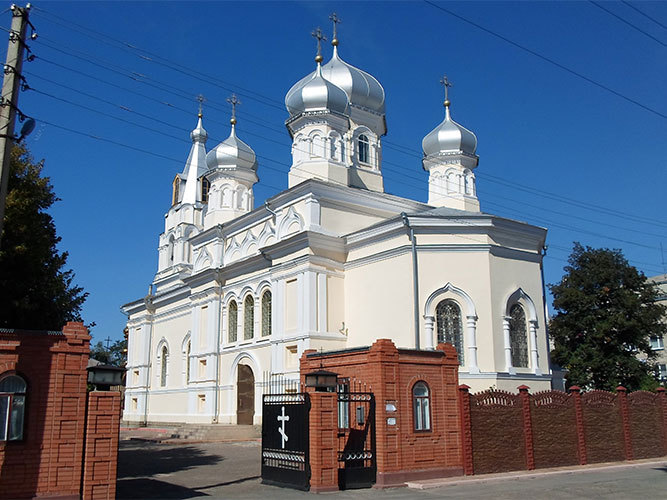
Catedral de Starobilsk
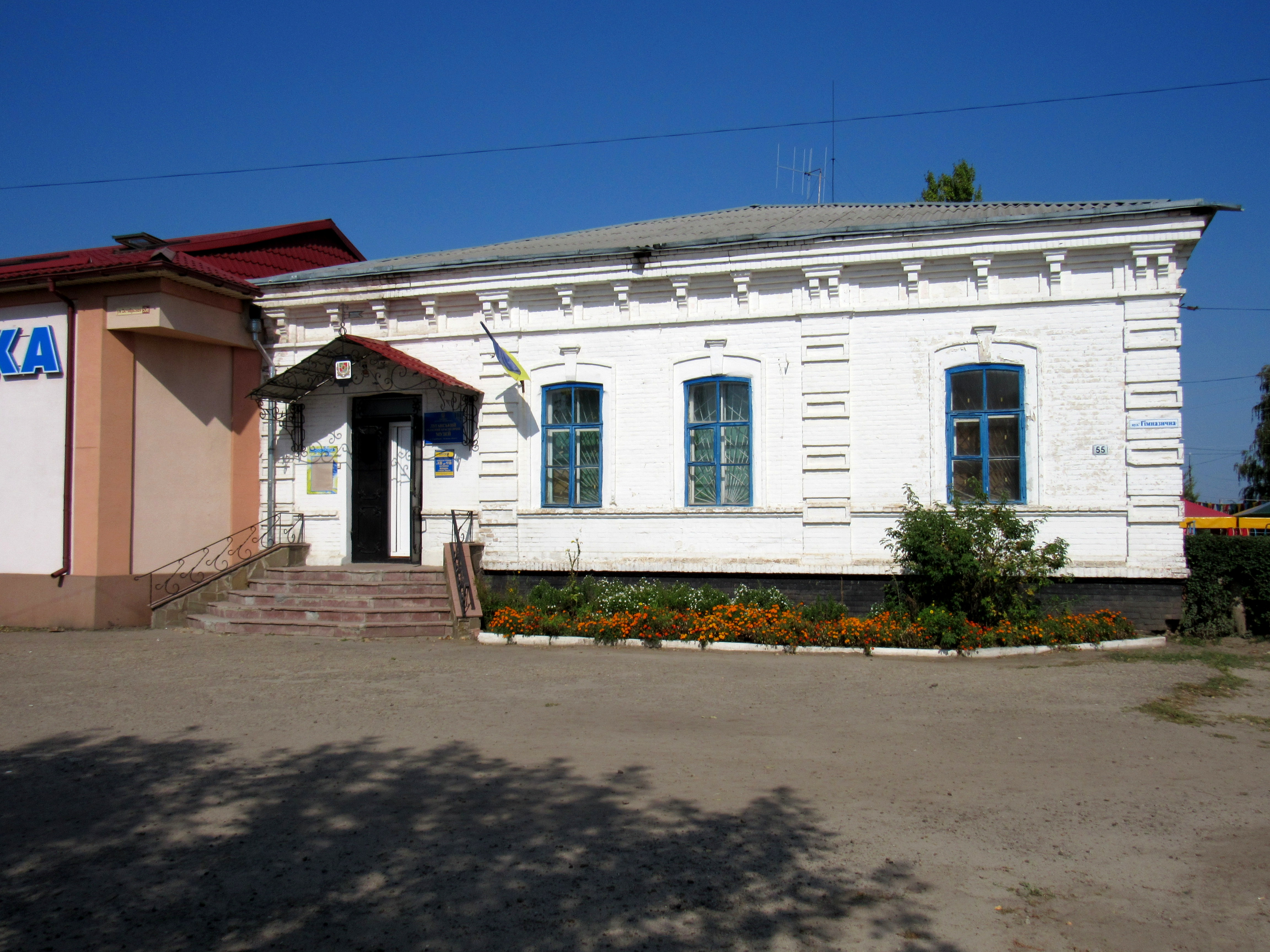
Museo local
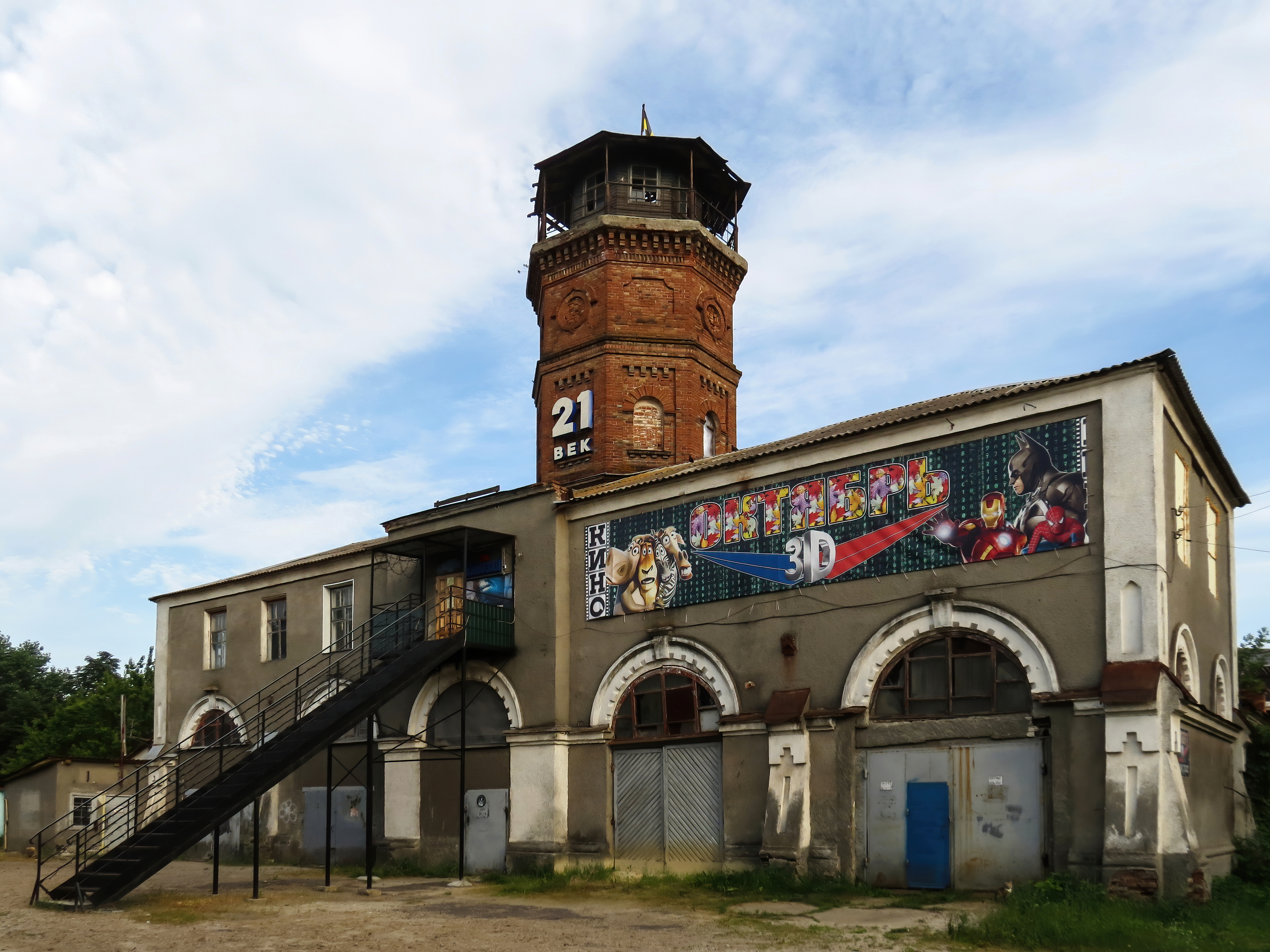
Antiguo parque de bomberos
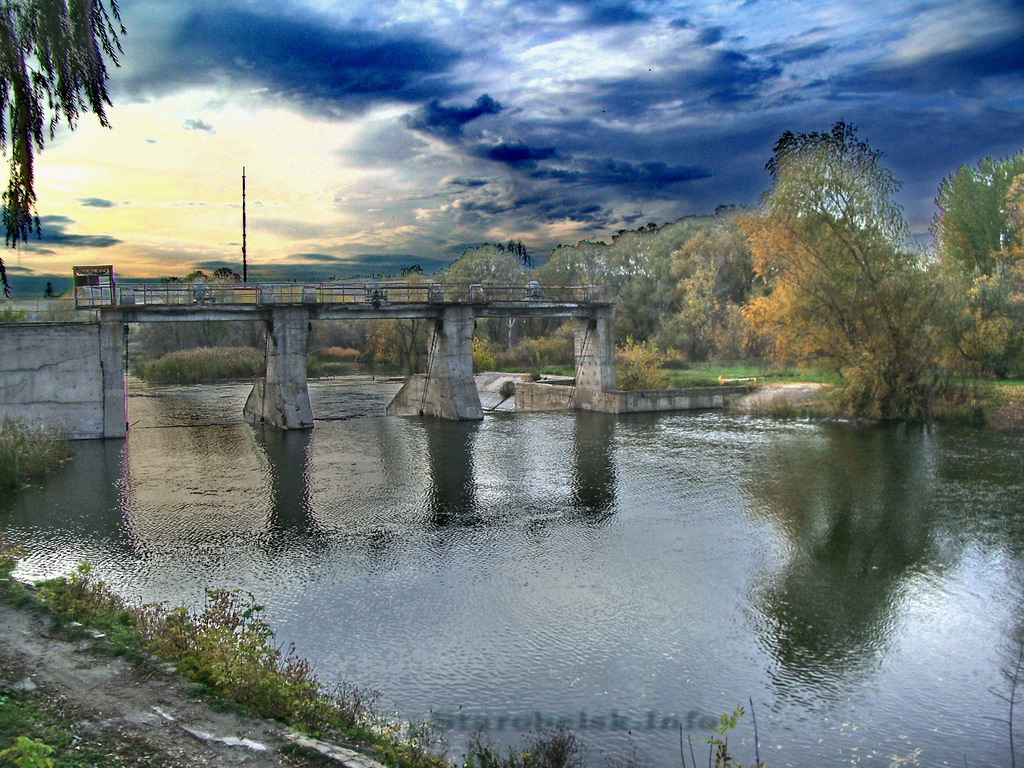
Presa de Starobilsk en el río Aidar

## Ciudades hermanadas
Starobilsk está hermanada con las siguientes ciudades:
- Lublin, Polonia.[14]
- Jmelnitski, Ucrania.